# Agnieszka Modelska
Agnieszka Alicja Modelska (ur. 18 października 1990 w Gdyni) – polska koszykarka, występująca na pozycji silnej skrzydłowej.

## Osiągnięcia
Stan na 24 kwietnia 2022, na podstawie, o ile nie zaznaczono inaczej.

### Drużynowe
Seniorskie
- 2. miejsce w I lidze (2006)[2]

Młodzieżowe
- Mistrzyni Polski juniorek starszych (2009)[3]
- Brązowa medalistka mistrzostw Polski juniorek starszych (2010)

### Indywidualne
- MVP mistrzostw Polski juniorek (2008)[4]

### Reprezentacja
- Uczestniczka mistrzostw Europy U–18 (2008 – 8. miejsce)[5]